# Toni Brunner
Toni Brunner (ur. 23 sierpnia 1974 w Wattwil, kanton St. Gallen), szwajcarski polityk, przewodniczący Szwajcarskiej Partii Ludowej od 1 marca 2008 do 23 kwietnia 2016, członek Rady Narodowej od 1995 do 2018.

## Życiorys
Toni Brunner z zawodu jest rolnikiem, prowadzi również radio internetowe, traktujące o rolnictwie. W grudniu 1995, z ramienia Szwajcarskiej Partii Ludowej, został wybrany do Rady Narodowej (niższa izba parlamentu), w której zasiadał do końca 2018 roku. W chwili wyboru miał 21 lat i był najmłodszym członkiem izby w historii.
Od września 1998 zajmował stanowisko przewodniczącego SVP w kantonie St. Gallen. Od lutego 2000 do lutego 2008 pełnił funkcję wiceprzewodniczącego SVP. 1 marca 2008 Toni Brunner został wybrany przewodniczącym Szwajcarskiej Partii Ludowej. W styczniu 2016 ogłosił, że z dniem 23 kwietnia tegoż roku zrezygnuje z pełnienia funkcji, zaś na stanowisku zastąpił go Albert Rösti. 